# ロシア語アルファベット

大文字のロシア語アルファベット

ロシア語アルファベット（ロシアごアルファベット、ロシア語: русский алфавит、ラテン文字転写：rússkij alfavít）は、ロシア語で用いられるアルファベットである。ロシア語アルファベットはキリル文字を使用して表記され、10世紀の第一次ブルガリア帝国の時代にプレスラフ書記学校で考案されたとされている。現代のロシア語アルファベットは33文字からなる。
なお、その中に発音しない文字もあるので文章を読む時などは注意が必要。日本語においては露字（ろじ）とも称された。

## アルファベット

### 現行
| ブロック体 | 筆記体 | イタリック体 | 文字名称                        | 文字名称                    | 文字名称                              | 発音              | 発音                                                                 | 数値 | Unicode         |
| ブロック体 | 筆記体 | イタリック体 | 現代                            | 古代                        | 日本語                                | IPA               | 対応する英語の発音                                                   | 数値 | Unicode         |
| ---------- | ------ | ------------ | ------------------------------- | --------------------------- | ------------------------------------- | ----------------- | -------------------------------------------------------------------- | ---- | --------------- |
| Аа         |        | А а          | а [a]                           | азъ [as]                    | アー                                  | /a/               | height                                                               | 1    | U+0410 / U+0430 |
| Бб         |        | Б б          | бэ [bɛ]                         | буки [ˈbukʲɪ]               | ベー                                  | /b/もしくは/bʲ/   | bit                                                                  | –    | U+0411 / U+0431 |
| Вв         |        | В в          | вэ [vɛ]                         | вѣди [ˈvʲedʲɪ]              | ヴェー                                | /v/もしくは/vʲ/   | vine                                                                 | 2    | U+0412 / U+0432 |
| Гг         |        | Г г          | гэ [ɡɛ]                         | глаголь [ɡlɐˈɡolʲ]          | ゲー                                  | /ɡ/               | go                                                                   | 3    | U+0413 / U+0433 |
| Дд         |        | Д д          | дэ [dɛ]                         | добро [dɐˈbro]              | デー                                  | /d/もしくは/dʲ/   | do                                                                   | 4    | U+0414 / U+0434 |
| Ее         |        | Е е          | е [je]                          | есть [jesʲtʲ]               | イェー                                | /je/もしくは/ ʲe/ | yet                                                                  | 5    | U+0415 / U+0435 |
| Ёё         |        | Ё ё          | ё [jo]                          | –                           | ヨー                                  | /jo/もしくは/ ʲo/ | yolk                                                                 | –    | U+0401 / U+0451 |
| Жж         |        | Ж ж          | жэ [ʐɛ]                         | живѣте [ʐɨˈvʲetʲɪ]          | ジェー                                | /ʐ/               | pleasure                                                             | –    | U+0416 / U+0436 |
| Зз         |        | З з          | зэ [zɛ]                         | земля [zʲɪˈmlʲa]            | ゼー                                  | /z/もしくは/zʲ/   | zoo                                                                  | 7    | U+0417 / U+0437 |
| Ии         |        | И и          | и [i]                           | иже [ˈiʐɨ]                  | イー                                  | /i/もしくは/ ʲi/  | me                                                                   | 8    | U+0418 / U+0438 |
| Йй         |        | Й й          | и краткое [i ˈkratkəɪ]          | и съ краткой [ɪ s ˈkratkəj] | イー・クラートカヤ （短いИ）          | /j/               | yes                                                                  | –    | U+0419 / U+0439 |
| Кк         |        | К к          | ка [ka]                         | како [ˈkakə]                | カー                                  | /k/もしくは/kʲ/   | kitten                                                               | 20   | U+041A / U+043A |
| Лл         |        | Л л          | элもしくはэль [el]もしくは[elʲ] | люди [ˈlʲʉdʲɪ]              | エル                                  | /l/もしくは/lʲ/   | lamp                                                                 | 30   | U+041B / U+043B |
| Мм         |        | М м          | эм [ɛm]                         | мыслѣте [mɨˈsʲlʲetʲɪ]       | エム                                  | /m/もしくは/mʲ/   | map                                                                  | 40   | U+041C / U+043C |
| Нн         |        | Н н          | эн [ɛn]                         | нашъ [naʂ]                  | エヌ                                  | /n/もしくは/nʲ/   | not                                                                  | 50   | U+041D / U+043D |
| Оо         |        | О о          | о [о]                           | онъ [on]                    | オー                                  | /o/               | more                                                                 | 70   | U+041E / U+043E |
| Пп         |        | П п          | пэ [pɛ]                         | покой [pɐˈkoj]              | ペー                                  | /p/もしくは/pʲ/   | spell                                                                | 80   | U+041F / U+043F |
| Рр         |        | Р р          | эр [ɛr]                         | рцы [rtsɨ]                  | エル                                  | /r/もしくは/rʲ/   | 巻き舌のr                                                            | 100  | U+0420 / U+0440 |
| Сс         |        | С с          | эс [ɛs]                         | слово [ˈslovə]              | エス                                  | /s/もしくは/sʲ/   | see                                                                  | 200  | U+0421 / U+0441 |
| Тт         |        | Т т          | тэ [tɛ]                         | твердо [ˈtvʲɛrdə]           | テー                                  | /t/もしくは/tʲ/   | stool                                                                | 300  | U+0422 / U+0442 |
| Уу         |        | У у          | у [u]                           | укъ [uk]                    | ウー                                  | /u/               | boot                                                                 | 400  | U+0423 / U+0443 |
| Фф         |        | Ф ф          | эф [ɛf]                         | фертъ [fʲɛrt]               | エフ                                  | /f/もしくは/fʲ/   | face                                                                 | 500  | U+0424 / U+0444 |
| Хх         |        | Х х          | ха [xa]                         | хѣръ [xʲɛr]                 | ハー                                  | /x/               | hat                                                                  | 600  | U+0425 / U+0445 |
| Цц         |        | Ц ц          | це [tsɛ]                        | цы [t͡sɨ]                    | ツェー                                | /t͡s/              | sits                                                                 | 900  | U+0426 / U+0446 |
| Чч         |        | Ч ч          | че [tɕe]                        | червь [t͡ɕɛrfʲ]              | チェー                                | /t͡ɕ/              | chip                                                                 | 90   | U+0427 / U+0447 |
| Шш         |        | Ш ш          | ша [ʂa]                         | ша [ʂa]                     | シャー                                | /ʂ/               | sharpに近い。（無声そり舌摩擦音）                                    | –    | U+0428 / U+0448 |
| Щщ         |        | Щ щ          | ща [ɕɕa]                        | ща [ɕt͡ɕa]                   | シャー                                | /ɕɕ/              | sheer（時にfresh cheeseの音で発音される）、無声歯茎硬口蓋摩擦音      | –    | U+0429 / U+0449 |
| Ъъ         |        | Ъ ъ          | твёрдый знак [ˈtvʲordɨj znak]   | еръ [jer]                   | トヴョールドゥイ・ズナーク （硬音符） |                   | 無音、続く子音を硬口蓋化させない役割を果たす                         | –    | U+042A / U+044A |
| Ыы         |        | Ы ы          | ы [ɨ]                           | еры [jɪˈrɨ]                 | ゥイ                                  | [ɨ]               | rosesもしくはsilly（非円唇中舌狭母音）                               | –    | U+042B / U+044B |
| Ьь         |        | Ь ь          | мягкий знак [ˈmʲæxʲkʲɪj znak]   | ерь [jerʲ]                  | ミャーフキー・ズナーク （軟音符）     | / ʲ/              | 無音、続く子音を硬口蓋化させる役割を果たす（発声学的に可能であれば） | –    | U+042C / U+044C |
| Ээ         |        | Э э          | э [ɛ]                           | э оборотное [ˈɛ əbɐˈrotnəɪ] | エー                                  | /ɛ/               | met                                                                  | –    | U+042D / U+044D |
| Юю         |        | Ю ю          | ю [ju]                          | ю [ju]                      | ユー                                  | /ju/もしくは/ ʲu/ | use                                                                  | –    | U+042E / U+044E |
| Яя         |        | Я я          | я [ja]                          | я [ja]                      | ヤー                                  | /ja/もしくは/ ʲa/ | yard                                                                 | –    | U+042F / U+044F |

キリル文字の筆記体は、ラテン文字と同様に印刷の書体 (立体) とは異なる。加えて、イタリック体の小文字もしばしば筆記体に沿った形をとる場合がある。しかし、一部の文字に関して筆記体はイタリック体とも異なる字形を取る (下図における青字のもの)。

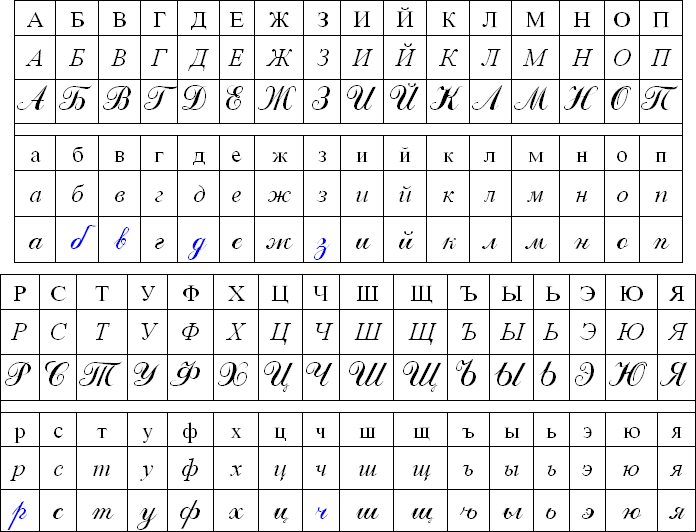
ロシア語アルファベットにおける立体、イタリック体、筆記体の比較

### 1917年-1918年に廃止された文字
| ブロック体 | 筆記体 | イタリック体 | 古名               | IPA                   | 対応する発音              | 数値 | Unicode         |
| ---------- | ------ | ------------ | ------------------ | --------------------- | ------------------------- | ---- | --------------- |
| Іі         |        | І і          | і десятеричное [i] | /i/、/ ʲi/もしくは/j/ | иもしくはйのように発音    | 10   | U+0406 / U+0456 |
| Ѳѳ         |        | Ѳ ѳ          | ѳита [fʲɪˈta]      | /f/もしくは/fʲ/       | фのように発音             | 9    | U+0472 / U+0473 |
| Ѣѣ         |        | Ѣ ѣ          | ять [jætʲ]         | /e/もしくは/ ʲe/      | еのように発音             | –    | U+0462 / U+0463 |
| Ѵѵ         |        | Ѵ ѵ          | ижица [ˈiʐɨtsə]    | /i/もしくは/ ʲi/      | 通常はиと同じ、下を参照。 | –    | U+0474 / U+0475 |

### 1750年以前に廃止された文字
| ブロック体 | 筆記体 | イタリック体 | 古名                                                   | IPA                    | 対応する発音     | 数値 | Unicode         |
| ---------- | ------ | ------------ | ------------------------------------------------------ | ---------------------- | ---------------- | ---- | --------------- |
| Ѕѕ         | –      | Ѕ ѕ          | зѣло [zʲɪˈlo]                                          | /z/もしくは/zʲ/        | зのように発音    | 6    | U+0405 / U+0455 |
| Ѯѯ         | –      | Ѯ ѯ          | кси [ksʲi]                                             | /ks/もしくは/ksʲ/      | ксのように発音   | 60   | U+046E / U+046F |
| Ѱѱ         | –      | Ѱ ѱ          | пси [psʲi]                                             | /ps/もしくは/psʲ/      | псのように発音   | 700  | U+0470 / U+0471 |
| Ѡѡ         | –      | Ѡ ѡ          | омега [ɐˈmʲeɡə]                                        | /o/                    | оのように発音    | 800  | U+0460 / U+0461 |
| Ѫѫ         |        | Ѫ ѫ          | юсъ большой [jus bɐlʲˈʂoj]                             | /u/, /ju/もしくは/ ʲu/ | уやюのように発音 | –    | U+046A / U+046B |
| Ѧѧ         |        | Ѧ ѧ          | юсъ малый [jus ˈmɑlɨj]                                 | /ja/ or / ʲa/          | яのように発音    | –    | U+0466 / U+0467 |
| Ѭѭ         | –      | Ѭ ѭ          | юсъ большой іотированный [jus bɐlʲˈʂoj jɪˈtʲirəvənnɨj] | /ju/もしくは/ ʲu/      | юのように発音    | –    | U+046C / U+046D |
| Ѩѩ         | –      | Ѩ ѩ          | юсъ малый іотированный [jus ˈmɑlɨj jɪˈtʲirəvən.nɨj]    | /ja/もしくは/ ʲa/      | яのように発音    | –    | U+0468 / U+0469 |

### 発音
子音を表す文字の発音には弱く発音する文字（硬口蓋化, IPAでは⟨[ʲ]⟩と表す）と強く発音する文字がある。子音の後ろに母音が続く場合、子音の音声の強弱は続く母音が強く発音する文字  ⟨а, о, э, у, ы⟩ であるか、弱く発音する文字  ⟨я, ё, е, ю, и⟩ であるかによって決まる。詳しくは母音の項を参照。さらに、いくつかの子音の発音には弱形と強形を区別するものが存在する。詳しくはロシア語の発声法を参照。

## 文字名
1900年頃までは、教会スラヴ語より受け継いだ名前が使用されていた。1708年に制定された名前で、1918以前の正書法に見られた。
ロシア人の詩人アレクサンドル・プーシキンは次のように記している。"アルファベットを構成する文字名称は何も生み出していない。Аз, буки, веди, глаголь, доброなどは独立した単語であり、語頭にその文字が使用されている単語名を選んで文字名に当てているに過ぎない。" しかし、アルファベットの最初の文字の名前を並べると文章の形式をとっているように見え、初学者のためいろは歌のようにアルファベットを覚えやすくために構成し文字に名称を与えたのではないかと考えられている。
以下に文字の並びに対しデコードを試みた一例を示す。
| аз буки веди                          | 私は文字を知っている                                         |
| глаголь добро есть                    | "単語は財産"                                                 |
| живете зело, земля, и иже и како люди | "生き、誠心誠意働けば、周りの人々は従ってくれるだろう"       |
| мыслете наш он покой                  | "周りの世界を理解しようとしなさい"                           |
| рцы слово твердо                      | "しっかり知識を運用しなさい（"単語"はここでは"知識"を指す）" |
| ук ферт хер                           | "知識は創造主により醸成された物、知識は神の贈り物"           |
| цы червь ша ер ять ю                  | "勉学に励みなさい、創造主の御光を理解するために"             |

この文字配列の最初の2行は文字名に当てられている単語の意味となんとか対応しているものの、以降の行に関しては贋作もしくは当初は作成されていなかったのではないかと考えられている。例えば、"покой"（"平和" や "静けさ"を表す）という単語は"周りの世界"を意味しないし、"ферт" はロシア語や他のスラヴ語派では意味を成さない（スラヴ語派のもととなった言語にはфで始まる単語がなかった）最後の行で意味を成す文字列は"червь"（ワーム）のみであるが、これは実際の意味と対応していない。
文字名を定めて「いろは歌」のようなものを構成したこの配列はもう一つ違う表現のものがあり、こちらには1750年代なかばまでに廃止された文字も含まれている。
| 原語表記 | ラテン文字転写 | 翻訳 |
| А(в)се буквы ведая глаголить – добро есть. Живет зло (на) земле вечно и каждому людину мыслить надо о покаянии, речью (и) словом твердить учение веры Христовой (в) Царствие Божие, чаще шептать, щтоб (все буквы) (вз)ятием этим усвоить и по законам божьим стремиться писать слова и жить | A(v)sye bukvy vyedaya glagolit' – dobro yest'. Zhivyet zlo (na) zyemlye vyechno i kazhdomu lyudinu myslit' nado o pokayaniyi, ryech'yu (i) slovom tverdit' uchyeniye vyery Khristovoy (v) Tsarstviye Bozhiye, chashchye sheptat', shchtob (vsye bukvy) (vz)yatiyem etim usvoyit' i po zakonam bozh'im stremit'sya pisat' slova i zhit') | これらの文字をすべて知ることは会話に美徳を与えるものである。悪徳は地球上に永遠に蔓延るものであり、各々はキリストや神の国の信仰を心に固く誓い懺悔しなければならない。神の法に則って文字を記し生活するため、この文章を繰り返し口ずさみすらすらと発音できるようにせよ。 |

## 発声しない文字
- 子音の後に挿入して強勢を表す (⟨ъ⟩) は続く口蓋化した母音と子音を分離する役割を果たし、/j/の音価を持つ。今日では主に接頭辞と続く音を分離するために用いれている。1400年ごろには失われたとされる原音では、非常に短い中間シュワーのような音であったとされ、音価は/ŭ/だが[ə]や[ɯ]のように発音したとされる。
- 弱い (⟨ь⟩) は前の子音が硬口蓋化されていることを示す役割を果たす。これはロシア語発音の硬口蓋化という点で重要である。例えば、брат [brat]（兄弟）とбрать [bratʲ] (to take)の違いである。原音は1400年頃に失われ、非常に短い弱化母音/ĭ/もしくは[ɪ]や[jɪ]のように発音したとされる。現代ロシア語でもこの音の名残が見られ、Марья と Мария (Mary) のように、意味は同じだが発音が異なる名前が共存している。

## 母音
母音の ⟨е, ё, и, ю, я⟩ においては前の子音が硬口蓋化するが、⟨и⟩ では口蓋化し、語頭に来る場合や後ろに別の母音が続く場合は/j/)となる。19世紀には口蓋化されるようになった。上で示したIPA母音はガイドラインに過ぎず、実際には異なる発音がなされる場合もあり、とくに強勢の有無において異なる事が多い。しかし、⟨е⟩ は外来語に対し硬口蓋化されることなく使用され、/e/の音で発音される。どの語がこの規則に当てはまるのかについては実際の例で学習する必要があり（一般的に子音の後ろで⟨э⟩ を用いることは少ない）、⟨я⟩ は弱い子音の間ではмяч（ボール）のように、しばしば[æ]と発音される。
⟨ы⟩は古スラヴ祖語では緊張中間母音であり、他のスラヴ語派の言語よりも現代のロシア語において発音の原型が残っていると考えられている。この文字は元々は特定の位置において発音を鼻員化させる役割を果たしていた（例: камы [ˈka.mɨ̃]; камень [ˈka.mʲɪnʲ]（岩））。この文字は以下のように合字で表記されるようになったものである。⟨ъ⟩ + ⟨і⟩ → ⟨ъı⟩ → ⟨ы⟩
⟨э⟩は硬口蓋化していない/e/と硬口蓋化しているものを区別するために1708年に導入された。元々の使用法では⟨е⟩は/e/が非口蓋化したもので、⟨ѥ⟩もしくは⟨ѣ⟩が口蓋化した発音を表していたが、⟨ѥ⟩は16世紀までに使用が廃止された。ロシア人が話すロシア語においては⟨э⟩は単に語頭でのみ見られる文字だが、外国人の名前やアエロフロート (Аэрофлοт) など外国語を起源とするブランド名などの単語を表記する際はこの限りでない。
⟨ё⟩は1797年にニコライ・カラムジンにより導入され、1943年にソビエト連邦教育省により公式な文字となった。/jo/の発音を表し、歴史的には/je/の発音に強勢が置かれる場合の文字として生まれたものである。⟨ё⟩は文字として表記する場合には「オプション」の文字となる。公式には⟨e⟩が/je/と/jo/の音の両方を表す。20世紀には⟨ё⟩の役割を⟨e⟩に含ませるような試みが何度か行われたが、全て無駄に終わっている。
また、現行の正書法では、母音に関していくつのルールがある。
- к, г, х, ч, ж, ш, щの後ろに⟨ы⟩が来ない。複数形など、⟨ы⟩が来るはずの場合は⟨и⟩で書かなければならない。
- к, г, х, ч, ж, ш, щ, цの後ろに⟨ю⟩と⟨я⟩が来ない。代わりに⟨у⟩と⟨а⟩で書かなければならない。
- ч, ж, ш, щ, цの後ろにアクセントのない⟨o⟩がある場合、⟨e⟩に書き換えなければならない。
- -ь, -й, -я語尾の語形変化はいずれも⟨-и⟩となる。⟨-ы⟩にならない。

| 文字 | 文字名               | 説明 |
| ---- | -------------------- | --- |
| і    | イー・ス・トーチコイ | ⟨и⟩と発音が同一であり、他の母音や⟨й⟩（Й)の前で使用された（例：⟨патріархъ⟩ [pətrʲɪˈarx], 家長）。また、 ⟨міръ⟩ [mʲir], 世界）とその同音異義語である ⟨миръ⟩ [mʲir] 平和) を区別するためにも用いられた。                                                                                                |
| ѳ    | フィター             | ギリシア語のΘに由来する。発音は ⟨ф⟩ と同一だが、ギリシア語起源の外来語などに用いられた（例： ⟨Ѳёдор⟩ "Theodore"） |
| ѣ    | ヤーチ               | 本来は異なる発音だったが、18世紀半ばまでに⟨е⟩ と同じ発音となった。1918年に廃止されて以降、この文字は旧正書法の政治的なシンボルとされた。 |
| ѵ    | イージツァ           | ギリシア語のΥに由来し、通常の発音は ⟨и⟩ と同じ。ビザンツ帝国時代にはギリシア語からの外来語に対し使用されていた。1918年、使用例が非常にまれになったため廃止された。18世紀の綴りでは、母音の後において⟨в⟩の代わりに使用されていた、例として、ギリシア語起源の接頭辞⟨аѵто⟩は現在では ⟨авто⟩と表記する。 |

## 1750年までに廃止された文字
⟨ѯ⟩ と ⟨ѱ⟩ はギリシア語アルファベットのΞとΨに由来し、 18世紀までギリシア語からの外来語に対して使用されていた。現在でも教会スラヴ語では使用されている。
⟨ѡ⟩ はギリシア語アルファベットのΩに由来し、 ⟨о⟩ と発音が同一である。18世紀までギリシア語からの外来語に対して使用されていた。現在も教会スラヴ語で使用されており、教会スラヴ語においては両者は明確に区別されている。
⟨ѕ⟩はよりarchaic /dz/の発音に対応し、中世より既に東スラヴ語派では見られない発音であったが、伝統的に特定の語の表記に対し18世紀まで使用されていた。現在では教会スラヴ語で使用されている。
ユスと呼ばれる⟨ѫ⟩と⟨ѧ⟩は、本来鼻音化された母音/õ/と/ẽ/に相当するものとして使用されていたが、言語的な再構築を経る中で中世には東スラヴ語派では使用されない発音となっていた。しかし、他のキリル文字とともに18世紀まで導入されていた。⟨ѭ⟩と⟨ѩ⟩は20世紀までには全く見られない発音となった。⟨ѫ⟩はギリシア語からの外来語に対して16世紀まで使用されていた。しかし、その後パスハの主日字から外れた。⟨ѫ⟩と⟨ѧ⟩は17世紀には廃止されたものの、教会スラヴ語では現在も使用されている。
⟨ѧ⟩は単語の語頭以外の部分では口蓋化された/ja/ ⟨я⟩ の音価に対応していた。現在の⟨я⟩は17世紀の草書体と形が同じであり、1708年の文字改革まで使用されていた。
1708年まで、iotatedされた/ja/は語頭では⟨ıa⟩と表記されていた。⟨ѧ⟩と⟨ıa⟩の区別は現在も教会スラヴ語において残っている。
上記の表において「18世紀に廃止された」とされる文字は1708年に通常公式なアルファベットから取り除かれたと述べられることが多いが、実際の事情はより複雑である。これらの文字はピョートル1世により発行された西ヨーロッパスタイルのセリフフォントによる印刷の表から取り除かれた。当初は現在の⟨й⟩ も廃止される文字に含まれていたが、ロシア正教会からの圧力によって撤回することになった。しかし、大衆的に広まったことで1750年までにはこれらの文字は使われなくなった。

## 外来音の扱い
ロシア語は歴史的に他言語から音を借用することがあったため、現在のロシア語では使用されていない音を扱った様々な慣習が存在する。例として、ロシア語アルファベットには[h]の音はないが、英語やドイツ語からの借用語にはこの音が含まれており（特に固有名詞に多い）、日常的に使用される単語にこの音が含まれている。表記は年代によって異なり、比較的早く取り入れられたгаллюцинация [gəlʲutsɨˈnatsɨjə] (hallucination) といった単語ではhの音に ⟨г⟩ を当て/g/と発音するが、近年になって使用されるようになった単語、例えばхобби [ˈxobʲɪ] (hobby) では⟨х⟩を用い、/x/と発音する。
似たような例として、元の言語では[θ]で発音していた単語を借用語として取り入れる際、Тельма (Thelma) のように/t(ʲ)/)で発音するが、Фёдор (Theodore) や Матве́й (Matthew) のように早期に入ってきた単語に対しては/f(ʲ)/や/v(ʲ)/の音で発音している。
また、借用語には一定の傾向がある。例として、フランス語やドイツ語からの借用語に関しては、硬口蓋子音や軟口蓋子音は/u/の前で弱く発音する。例えば、ドイツ語のKüchelbeckerはロシア語ではКюхельбе́кер [kʲʉxʲɪlˈbɛkʲɛr]となる。

## 数記法
数記法で用いられる単語は古代ギリシアの数記法と似ており、⟨ѕ⟩はディガンマ、⟨ч⟩はコッパ、⟨ц⟩はサンピという名前で使用されていた。このシステムは1708年に廃止されたが、教会スラヴ語では現在も使用されている。

## ダイアクリティカルマーク
ロシア語のスペルには多くのヨーロッパで使われているダイアクリティカルマークはあまり用いられていない。本来の意味での唯一のダイアクリティカルマークはスペイン語でも用いられているような、母音に強勢の記号を付加するアキュート・アクセント ⟨◌́⟩ （ロシア語: знак ударения、強勢記号）である。ロシア語の単語の強勢はしばしばラテン文字使用言語で見られる強勢の位置とは異なり、ダイアクリティカルマークは特殊な用途にのみ使用されている。辞書や児童書、外国人ロシア語修得者のための教本では、ミニマル・ペアは強勢によってのみ区別されている（例： за́мок 城 vs. замо́к 錠前、му́ка 苦しみ・試練 vs. мука́ 小麦粉 など）。稀に、一般的でない外来語の強勢を置く箇所を示すために使用されたり、詩の音韻に合わせるため通常とは異なる位置に強勢を置く場合などに用いられている。
⟨ё⟩は⟨е⟩と近縁関係にあり、ロシア語の表記では区別しないこともあるが、ウムラウトのような上部の記号は他のロシア語アルファベットでは用いられていない。この文字に関しては、外来語を除き常に強勢が置かれるため、強勢記号はつかない。
⟨ё⟩の場合とは異なり、⟨й⟩ は⟨и⟩とは全く異なる文字であり、母音ではなく、ダイアクリティカルマークを付加されて生まれた文字でもない。

## ロシア語キーボード
ロシア語のキーボードの文字配列は以下のとおり。